# Tachai
Tachai (en chino simplificado, 大寨; pinyin, Dàzhài; Wade-Giles, ''Tachai'') es una aldea y antigua comuna de varios cientos de agricultores en el condado de Xiyang en la provincia oriental de Chansi, conocida principalmente por la directiva de Mao Tse-Tung, "Aprender de Tachai en la agricultura ", que estableció a Tachai como modelo para la producción agrícola en toda China durante las décadas de 1960 y 1970, durante la Revolución Cultural.
Las máximas autoridades del Partido Comunista se reunieron en Tachai en septiembre de 1975.

## 'Aprender de Tachai'
Numerosos artículos de periódicos y revistas y libros, así como películas, se publicaron en todo el país sobre cuán duro y diligentemente habían trabajado los aldeanos de Tachai para convertir la aldea en una que no solo tuviera campos bien manejados y cosechas abundantes, sino también maravillas de la ingeniería, como increíbles embalses y grandiosos acueductos que atraviesan profundos valles para el riego . Según la propaganda comunista, con el liderazgo de Chen Yonggui, los aldeanos se esforzaron por domar la naturaleza convirtiendo las montañas y colinas en campos productivos y mejorando la productividad en un entorno tan hostil.  En la mitología del Partido Comunista, Tachai se convirtió en un modelo para que los agricultores chinos contribuyan con cereales al estado. Supuestamente trabajaban por su cuenta según el principio de la autosuficiencia, sin ningún apoyo financiero ni técnico del gobierno.

## Material adicional
- Hinton, William (27 de septiembre de 1999). «Visions of China: Dazhai Mao's Beloved Model Village» 154 (12). Archivado desde el original el 29 de enero de 2001.

- Datos: Q14078319
- Multimedia: Dazhai, Xiyang County / Q14078319